# Sitniče
Sitniče (cyr. Ситниче) – wieś w Serbii, w okręgu raskim, w mieście Novi Pazar. W 2011 roku liczyła 876 mieszkańców.